# История еврейского народа в Ветхом Завете
Данная статья охватывает период еврейской истории, описываемый в библейском тексте.
Древнейшая (библейская) история еврейского народа охватывает период от появления евреев на арене истории во времена Авраама, как родоначальника еврейского народа, до завоевания Иудеи Александром Македонским.
Основным источником для изучения древнейшей истории еврейского народа служит Ветхий Завет (Танах). Важными источниками являются также сочинения Иосифа Флавия («Иудейские древности» и «Иудейская война»), Филона Александрийского и др.

## Древнейшая (библейская) история
Становление еврейского народа: его религиозное своеобразие и письменная традиция. Создание и становление еврейского государства.
Нация древних евреев сложилась в 2 тыс. до н. э. на территории древнего Ханаана. Хронологически возникновение еврейского народа совпало с эпохой рождения древнейших письменных цивилизаций, а географически его «национальный очаг» возник на перекрёстке Древнего мира — там, где встречаются пути, соединяющие Месопотамию и Египет, Малую Азию и Аравию и Африку.
Еврейские племена, потомки Авраама, расставшегося в древности со своей родиной в плодородной Месопотамии, постепенно захватили земли ханаанских народов и стали называть Ханаан Землёй Израиля. По одной из версий, это произошло в результате интеграции семитоязычных скотоводов-кочевников среднего течения Евфрата и земледельцев оазисов Ханаана. Согласно еврейской традиции, записанной в Торе, еврейский народ сформировался в результате Исхода из Египта и принятия Закона Торы у горы Синай. Пришедшие в Ханаан евреи были разделены на 12 племён («колен»), произошедших от сыновей Иакова-Израиля.

### Эпоха патриархов, родоначальников еврейского народа (~ 250 лет)
Согласно Библии, родоначальник еврейского народа Авраам (через Евера происходивший по прямой линии от Сима, сына Ноя) вышел из города Ур в Месопотамии (юг современного Ирака, на западе от реки Евфрат). Существует утверждение, что библейский город Ур находился в северной Месопотамии. Район Ура Халдейского вероятно был местом рождения не только Авраама, но и его предков. Любопытен тот факт, что в этой области находятся несколько деревень и поселений, носящих имя «Серух» (так звали прадеда Авраама), «Нахор» (дед Авраама), «Фарра» (отец Авраама) и «Аран» (брат Авраама). Удивительной традицией было называть места оригинальными именами людей, такими как Нахор, Серух или Фарра. Но самое замечательное — что все эти географические названия найдены в районе Харрана — северная Месопотамия. Как можно судить по археологическим данным, представляемым новейшими раскопками и исследованиями, Халдея находилась уже на значительной высоте культурного развития, так что и Авраам, повинуясь высшему призванию, переселился в Ханаан уже как человек, обладавший всеми важнейшими элементами культурной жизни, и представлял собой весьма зажиточного и влиятельного главу целого племени.
В Ханаане Авраам встретил значительное население, также уже стоявшее на значительной ступени культурного развития, хотя в некоторых городах и проявлявшее все признаки глубокого нравственного растления (Содом и Гоморра). Там заключён был Завет между им и Богом, договор, которым определялась вся дальнейшая судьба потомства Авраамова. Через некоторое время Аврааму пришлось побывать и на берегах Нила, где уже процветала окончательно сложившаяся египетская цивилизация, с её грандиозными пирамидами, многочисленными храмами и обелисками и всевозможными проявлениями своеобразной культуры мудрейшего народа древнего Востока.
Древнему Египту было суждено сделаться впоследствии колыбелью еврейского народа, когда внук Авраама Иаков благодаря чудесной судьбе своего сына Иосифа, ставшего первым министром египетского фараона, переселился туда со всем домом своим и там получил землю Гесем (Гошен) для поселения (Быт. 47).

### Переселение в Египет и египетское рабство (— 210 лет)
Согласно Пятикнижию, евреи попадают в Египет вслед за Иосифом, когда он становится фактическим правителем Египта, оставив фараону только высшие символы власти. По приглашению Иосифа в Египет отправляется его отец Иаков со всей семьёй — 67 человек.
Переселение евреев в Египет совпало с господством там так называемой гиксосской династии, основанной гиксосами — группой кочевых скотоводческих азиатских племён из Передней Азии, захвативших власть в Нижнем Египте в середине XVIII века до н. э. которые затем образовали свою династию правителей. Время правления гиксосов в истории Древнего Египта принято называть Вторым переходным периодом.
При одном из представителей этой династии, по всей вероятности, и правил Египтом Иосиф, так как только при фараоне пастушеской династии мыслимо было, чтобы ничтожный раб, вышедший из презиравшихся природными египтянами пастухов, мог быть назначен на пост верховного правителя страны. Имя этому фараону Апопи II. С целью упрочения своего положения гиксосы покровительствовали инородцам и раздавали им лучшие земли, чтобы найти в них верных союзников в случае нужды. Такой политикой можно объяснить и то, что Апопи II отдал вновь прибывшим поселенцам — евреям один из богатейших округов страны.
Поселённые на богатой почве, окружённые всеми влияниями высокоразвитой культуры и пользуясь выгодным положением племени, родственного первому министру и благодетелю страны, евреи начали быстро размножаться. Между тем в жизни Египта совершилась важная перемена. Из Фив вышло освободительное движение, которое ниспровергло гиксосскую династию и гиксосы были изгнаны из Египта.
Для евреев этот политический переворот имел роковое значение. На престоле фараонов воцарилась новая, туземная XVII династия. Под влиянием продолжительной и упорной борьбы с гиксосами в ней выработался дотоле неизвестный в Египте дух воинственности и завоеваний, а вместе с тем развилась и крайняя политическая подозрительность ко всему неегипетскому и особенно — пастушескому. Ввиду этого вполне естественно, что новая династия не только не имела склонности сохранить прежние привилегии и вольности еврейского народа, а напротив, вследствие его известной связи с гиксосами начала относиться к нему подозрительно и враждебно. Так как он уже успел значительно возрасти в числе и представлял собой немаловажную политическую силу, то по отношению к нему началась система угнетения, которая становилась все круче с каждым новым царствованием. Начались труднейшие крепостные пограничные работы, и на них употреблён был даровой труд евреев. Фараоны как бы старались превзойти друг друга своей военной славой и грандиозными постройками и дворцами, которыми украшались их резиденции; но чем знаменитее был фараон, чем блистательнее было его царствование, тем больше стонал народ под тяжестью непосильных работ. Партиями отвозили изнурённых рабочих в каменоломни, заставляли высекать огромные глыбы гранита и с невероятными усилиями тащить их к месту построек, рыть и проводить новые каналы, делать кирпичи и месить глину и известь для возводимых построек, поднимать воду из Нила в канавы для орошения полей, под палочными ударами жестоких надзирателей, как это ясно изображает Пятикнижие: «Египтяне с жестокостью принуждали сынов Израилевых к работам и делали жизнь их горькою от тяжкой работы над глиною и кирпичами и от всякой работы полевой» (Исх. 1:13,14).
Согласно традиционной точке зрения, египетское рабство продолжалось 210 лет.

### Исход из Египта и скитания по пустыне — 40 лет
Условия жизни израильтян в годы, предшествующие Исходу, становятся невыносимыми. Когда фараон увидел, что принятые им меры не в состоянии задержать роста молодого народа, им было издано жестокое повеление, сначала тайно, а потом и открыто, убивать родившихся мальчиков из племени израильтян. И к народным стонам под тяжестью изнурительных работ присоединились стоны и вопли матерей, но среди этих стонов и воплей израильского народа родился его великий избавитель Моисей.
Моисей, чудом спасённый от кровожадной ярости фараонова деспотизма, был воспитан при царском дворе и в качестве усыновлённого сына дочери фараона (Хатасу, самостоятельно правившей страной в качестве регентши и опекунши своего младшего брата, впоследствии знаменитого фараона — воителя Тутмоса III) был посвящён египетскими жрецами во «всю мудрость египетскую» (Деян. 7:22) и таким образом получил блистательную подготовку для своего будущего предназначения. Высокоодарённый от природы, он не затерялся в суете придворного блеска и не забыл своего происхождения от угнетаемого народа. Он не порвал и связи с ним, а напротив того, из роскошных палат дворца фараона ему было ещё больнее смотреть на то унижение и рабство, в котором находился его народ, и явственнее слышался стон его собратьев. При виде бедствий своего народа Моисею "делался противным блеск раззолоченных дворцов, и он уходил в убогую хижину своих родителей, чтобы утишить бурю своего возмущенного духа". Он «лучше захотел страдать с народом Божиим, нежели иметь временное, греховное наслаждение» (Евр. 11:25) и потому даже «отказался называться сыном дочери фараоновой» (Евр. 11:24).
Среди своих соплеменников Моисей вблизи увидел их страдания и однажды в порыве негодования убил египетского надсмотрщика, который жестоко наказывал раба-израильтянина. Моисей зарыл египтянина в песке, стараясь скрыть следы своего невольного человекоубийства, однако молва об этом успела распространиться, и ему грозила смертная казнь. Вследствие этого он вынужден был бежать из Египта на гористый, малодоступный Синайский полуостров, в Мидьян, где он в течение 40 лет вёл тихую пастушескую жизнь.
Когда наступило время, Моисей получил от Бога великое призвание вернуться в Египет, чтобы вывести оттуда свой народ из плена рабства и привести их к служению открывшемуся ему Богу. Вернувшись в Египет уже в качестве посланника и пророка Божия, Моисей именем Бога потребовал от фараона отпустить его народ, демонстрируя чудеса, призванные убедить фараона и его приближённых в божественности его предназначения. Эти чудеса получили название десяти казней египетских из-за того, что каждое продемонстрированное Моисеем чудо сопровождалось страшными бедствиями для египтян. После продолжительной и настойчивой борьбы, Моисей вывел народ из Египта. Всего через неделю после Исхода армия фараона настигла евреев у Чермного, или Красного, моря, где совершается ещё одно чудо: воды моря расступились перед израильтянами и сомкнулись над войском фараона.
Странствуя по пустыне вслед за огненным столпом, израильтяне, спустя семь недель после Исхода подошли к горе Синай. У подошвы этой горы (отождествляемой большинством исследователей с горой Сас-Сафсафех, а другими с Сербалом) при грозных явлениях природы заключён был окончательный Завет (договор), между Богом и евреями как избранным народом, предназначенным отныне быть носителем истинной религии и нравственности для распространения их впоследствии на всё человечество. Основу Завета составили знаменитые Десять заповедей (Десятисловие), высеченные Моисеем на двух Скрижалях Завета после сорокадневного уединения на горе Синай. Эти заповеди выражают основные начала религии и нравственности и доныне составляет основу всякого законодательства. Там же произошла религиозная и общественная организация народа: была сооружена Скиния (походный Храм), по воле Всевышнего колено Левия (левиты) было выделено для её обслуживания, а из самого колена были выделены коэны — потомки Аарона, брата Моисея, для священного служения.
После годичной стоянки у священной горы народ, насчитывавший более 600 тыс. человек, способных носить оружие (что для всего народа составит более 2 млн душ), двинулся в дальнейший путь к Земле Обетованной, то есть к Ханаану.
Несмотря на то, что цель странствий — земля Ханаан, была установлена ещё при выходе из Египта, народ проводит в пути 40 лет в наказание за то, что, посланные в Ханаан 12 разведчиков не рекомендовали евреям туда входить. Путь израильтян по пустыне сопровождался как трудностями и бедствиями, так и божественными чудесами: дарованием манны небесной, появлением воды из скалы и многими другими. Движение было медленным, лишь через 40 лет странствования уже новое поколение подошло к границам Ханаана к северу от Мёртвого моря, где сделало последнюю остановку на берегу Иордана. Там с вершины горы Нево Моисей последним взглядом окинул страну своих надежд и, сделав нужные распоряжения и назначив своим преемником мужественного и испытанного воина Иисуса Навина, скончался так и не вступив в Землю Обетованную.

### Завоевание Ханаана (14 лет)
Став во главе народа, Иисус Навин с необычайной энергией повёл наступательную войну и, пользуясь раздробленностью местных ханаанских князей, за короткое время разбил их одного за другим, при этом подвергая всё население поголовному избиению, находившему себе оправдание в той ужасной степени религиозно-нравственного развращения, на которой находились ханаанские народы (хананеи, феризеи, хивийцы, евусеи, хитейцы, гиргаши и эморейцы) и при которой они становились решительно опасными для религии и нравственности избранного народа. Завоевание исполнено было в семь лет, и завоеванная земля разделена была между двенадцатью племенами, на которые разделялся народ (по числу своих двенадцати родоначальников, сыновей Иакова), с выделением из них тринадцатого колена Левиты на священное служение.

### Эпоха Судей (~ 300 лет)
После смерти Иисуса Навина народ остался без определённого политического вождя и фактически распался на двенадцать самостоятельных республик, объединением для которых служило лишь единство религии и закона и сознание своего братства по крови. Это разделение естественно ослабило народ политически, а вместе с тем и нравственно, так что он стал быстро подчиняться влиянию оставшегося не истреблённым ханаанского населения и увлекаться безнравственными формами его идолопоклонства, состоявшего в боготворстве производительных сил природы (культ Ваала и Астарты). Этим пользовались как туземные, так и окружающие народы и, мстя евреям за их прежние победы, подчиняли их себе и подвергали жестоким угнетениям.
От этих бедствий народ был избавлен старейшинами и вождями, так называемыми судьями, среди которых особенно выдаются пророчица Девора, Гедеон и прославившийся своей силой Самсон, борец с филистимлянами. Несмотря на эти подвиги отдельных лиц, вся история периода судей (продолжавшегося около 350 лет) есть история постепенных заблуждений, беззаконий и идолопоклонства народа с неразлучно следовавшими за ними бедствиями. Среди избранного народа почти совсем забыта была его религия, и на место её явились суеверия, распространявшиеся бродячими левитами. Безнравственность стала настолько всеобщей, что прелюбодейное сожительство считалось обычным делом и как бы заменяло брак, а в некоторых городах развелись даже такие пороки, которыми некогда Содом и Гоморра навлекли на себя страшный гнев Божий.
Внутреннее беззаконие и всеобщее самоуправство довершают картину жизни израильского народа в те дни, «когда у него не было царя и когда каждый делал то, что ему казалось справедливым» (Суд. 21:25). При таком положении избранному народу грозила окончательная гибель, но он избавлен был от неё последним и наиболее знаменитым судьёй Самуилом. Своим проницательным умом открыв самый источник бедствий своего народа, он посвятил всю свою жизнь благу его и решился произвести в нём радикальное религиозно-общественное преобразование. Сосредоточивая в своей личности и духовную, и гражданскую власть и будучи пламенным ревнителем веры отцов, он с целью возрождения народа, сам будучи пророком и учителем веры, пришёл к мысли основать учреждение, которое могло бы навсегда служить источником духовного просвещения и из которого могли бы выходить просвещенные ревнители веры и закона. Такое учреждение и явилось в виде пророческих школ, или так называемых «сонмов пророков». Из этих школ впоследствии и выходили те доблестные мужи, которые бесстрашно говорили горькую правду сильным мира сего. Одушевленные самоотверженной ревностью об истинном благе народа, они были бесстрашными поборниками истинной религии и выступали решительными защитниками её при всякой угрожавшей ей опасности. Деятельность их развивалась и крепла по мере хода исторической жизни народа, и с течением времени они сделались грозными мстителями за всякое попрание религии, истины и справедливости. Своей неустанной проповедью они с этого времени не переставали будить совесть народа и его правителей и тем поддерживали в нём дух истинной религии и доброй нравственности.
Мудрое правление Самуила продолжалось до его преклонных лет; но беззаконные действия его негодных сыновей вновь угрожали народу возвращением к прежним бедствиям, и тогда в нём явилось непреодолимое желание решительно покончить с периодом анархии и он стал просить престарелого судью поставить над ним царя, который бы «судил их, как и прочие народы». Это желание было вызвано в народе окончательным сознанием своей неспособности к самоуправлению по возвышенным началам теократии, как они изложены были в законодательстве Моисеевом, хотя самое учреждение царской власти отнюдь не противоречило началу теократии и, напротив, в самом Моисеевом законодательстве предвиделось как необходимая ступень в развитии исторической жизни народа (Втор. 22:14,15).

## Древняя история

### Период «объединённого царства» (80 лет)
Около X в. до н. э. на территории Ханаана было создано объединённое еврейское царство.

#### ПравлениеСаула(24 года)
Самуил, уступая желанию народа, помазал на царство Саула (Шауля), происходившего из отличавшегося своей воинственностью колена Вениаминова.
Новый царь, и после избрания на царство с истинной патриархальностью продолжавший предаваться мирному труду пахаря, скоро показал свою воинственную доблесть и нанёс несколько поражений окружающим враждебным народам, особенно филистимлянам, со времени Самсона сделавшимися злейшими угнетателями Израиля. Но эти подвиги вскружили ему голову, и он от первоначальной простоты начал круто переходить к высокомерному самодержавию, не стеснявшемуся в своих действиях даже указаниями престарелого пророка Самуила и закона Моисеева. Отсюда неминуемо произошло столкновение между светской и духовной властью, и так как всё показывало, что Саул и дальше пойдет всё в том же направлении, прямо угрожавшем подорвать основной принцип исторической жизни избранного народа, то оказалась печальная необходимость пресечь этот царственный род и преемником ему был избран юный Давид из колена Иудина, из города Вифлеема.

#### ПравлениеДавида
На рубеже 2-1 тыс. возникает Израильское царство Давида. Давид, помазанный на царство, когда ещё был пастухом, стал знаменитейшим царём Израиля и родоначальником длинной линии царей иудейских почти до конца политического существования народа.
Новый избранник не сразу вступил на престол, а должен был всю молодость провести в разнообразных приключениях, скрываясь от кровожадной ревнивости всё более падавшего нравственно царя Саула.
В течение первых семи лет царствования его резиденцией был Хеврон, а после убийства сына Саула, Иевосфея (Ишбошета) все колена признали Давида своим царём.
Давид пришёл к убеждению, что для утверждения царской власти в стране ему необходима столица, которая, не принадлежа никакому колену в отдельности, могла бы служить общей столицей для всего народа. Для этой цели он наметил одну сильную крепость на рубеже между коленами Иудиным и Вениаминовым, которая, несмотря на все усилия израильтян, отстаивала свою независимость и до того принадлежала храброму племени иевусеев. То был Иерусалим, который, как видно из новейших открытий, ещё до вступления евреев в Ханаан занимал важное положение среди других городов страны, имея над ними своего рода гегемонию. Крепость эта теперь должна была пасть перед могуществом нового царя, и Давид основал в ней свою царскую столицу. Новая столица благодаря своему великолепному положению начала быстро стягивать к себе иудейское население, скоро расцвела пышно и богато, и Иерусалим стал одним из знаменитейших городов в истории не только израильского народа, но и всего человечества.
С Давида начинается быстрый расцвет и всего царства. Благодаря необычайной энергии этого гениального царя скоро приведены были в порядок расстроившиеся в конце прежнего царствования дела внутреннего благоустройства, и затем начался целый ряд победоносных войн, во время которых окончательно были сокрушены злейшие враги Израиля — филистимляне, а также моавитяне и идумеяне, земли которых сделались достоянием Израиля. Благодаря этим победам и завоеваниям царство израильского народа сделалось могущественной монархией, которая на время повелевала всей Западной Азией и в руках которой находилась судьба многочисленных народов, трепетно приносивших свою дань грозному для них царю. С финикиянами израильтяне вошли в ближайшие дружественные отношения, и эта дружба с высококультурным народом была весьма полезна и выгодна им в деле развития их материальной культуры. Вместе с тем начала быстро развиваться и духовная жизнь, и к этому именно времени относится богатейший расцвет древнееврейской духовно-религиозной поэзии, которая нашла себе особенно замечательное выражение в дивных своей глубиной и пламенностью чувств Псалмах самого Давида и приближенных к нему певцов. К концу царствования вследствие введенного царём многоженства начались различные смуты, которыми омрачены были последние годы жизни великого царя, и после тяжёлых смятений престол перешёл к сыну самой любимой им жены, но вместе с тем и главной виновницы всех его бедствий, Вирсавии, именно к юному Соломону (около 1020 г. до н. э.).

#### ПравлениеСоломона
Соломон (Шломо) наследовал от своего отца обширное государство, простиравшееся от «реки египетской до великой реки Евфрата». Для управления таким государством требовался обширный ум и испытанная мудрость, и, к счастью для народа, юный дар был от природы наделён светлым умом и проницательностью, давшими ему впоследствии славу «мудрейшего царя». Пользуясь глубоким миром, Соломон обратил всё своё внимание на культурное развитие государства и в этом отношении достиг необычайных результатов. Страна разбогатела, и благосостояние народа возросло до небывалой степени. Двор Соломона не уступал в своём блеске дворам величайших и могущественнейших властелинов тогдашнего цивилизованного мира. Но высшим делом и славой его царствования было построение величественного Храма в Иерусалиме, заменившего собой обветшавшую Скинию, который отныне стал национальной гордостью Израиля, душой его не только религиозной, но и политической жизни.
При нём же и поэзия достигла своего наивысшего развития, и замечательнейшими произведениями её служит знаменитая «Песнь Песней» (Шир ха-ширим), по своей внешней форме представляющая нечто вроде лирической драмы, воспевающей любовь в её глубочайшей основе и чистоте. При Соломоне еврейский народ достиг кульминационного пункта своего развития, и с него же началось обратное движение, которое всего заметнее сказалось на самом царе. Конец его царствования омрачился разными разочарованиями, причиной которых главным образом было дошедшее до необычайных размеров многоженство и связанные с ним непомерные расходы. Народ стал тяготиться быстро возраставшими налогами, и Соломон кончил жизнь с убеждением, что «всё суета и томление духа», и с опасением за будущность своего дома, которому угрожал выступивший уже при нём Иеровоам.

### Эпоха Первого Храма (~ 350 лет)
В X веке до н. э. царём Соломоном был построен Храм (Бейт а-микдаш, «Дом Святости») в Иерусалиме. На протяжении многих веков создаётся Танах (еврейское Священное Писание).
Несмотря на битву между великими древними державами Египтом, Ассирией, а потом и Нововавилонским царством за гегемонию в данном регионе, несмотря на внутренний раскол, приведший к созданию двух, подчас враждовавших друг с другом еврейских царств, еврейский народ, его политические и религиозные лидеры смогли настолько укрепить связь евреев с этой землёй и Иерусалимом, что даже уничтожение еврейского государства и Иерусалимского храма и выселение евреев в Месопотамию не положило конец их национальной истории.

#### Период разделённых царств (206 лет)
После смерти Соломона, при его преемнике, неопытном и заносчивом Ровоаме, народ израильский разделился на два царства, из которых большее (десять колен) отошло к Иеровоаму из колена Ефремова (около 928 г. до н. э.). Эти половины стали называться Иудейским царством и Израильским царством, и между ними началось ожесточённое соперничество, которое истощало их внутренние и внешние силы, чем не замедлили воспользоваться соседи, и уже при Ровоаме египетский фараон Шешонк I сделал быстрый набег на Иудею, взял и ограбил Иерусалим и многие другие города страны и свою победу увековечил в изображениях и надписях на стене великого карнакского храма. С разрывом политического единства начался разрыв и религиозного единства, и в царстве Израильском в политических видах учрежден был новый культ, представлявший собой поклонение Богу Израиля под видом золотого тельца — в Вефиле. Напрасно протестовали против этого великие ревнители монотеизма — пророки, новый культ укоренился и повлек за собой неизбежное уклонение в самое грубое суеверие и идолопоклонство, за которым в свою очередь следовал полный упадок нравственности и ослабление общественно-политического организма. Вся история царства Израильского представляет собой непрестанные внутренние смуты и политические перевороты.
В 722 году столица Северного Израильского царства — Самария — была разгромлена грозными воителями Ассирии, а его население, потомки десяти из 12 колен Израиля, было переселено ассирийцами в Мидию. Уведённый в плен народ Израильского царства бесследно затерялся там среди окружающих народностей Востока. Предания о «десяти пропавших коленах» были популярны в еврейском, христианском и мусульманском фольклоре, до сих пор распространены среди восточных еврейских общин и среди иудействующих движений. Согласно одной из версий они вернутся перед приходом Мессии (Машиаха).

#### Иудейское царство при господстве Ассирии и Вавилонии (134 года)
Иудейское царство, остававшееся более верным истинной религии и закону Моисея и имевшее в Иерусалимском храме могучий оплот против внешних разлагающих влияний, продержалось дольше Израильского; но оно тоже не избегло роковой участи. В 586 вавилоняне завоевали Иудейское царство, разрушили Иерусалимский храм и увели цвет его населения в Вавилон (Вавилонское пленение).

### Вавилонское пленение (49 лет)
Вавилонский плен, однако, не стал могилой для народа Иудеи, в отличие от ассирийского плена, ставшего роковым для населения Израиля. Напротив, он послужил первым шагом к распространению чистого монотеизма среди народов языческих, так как с этого именно времени начался тот великий процесс иудейского рассеяния, который имел столь громадное значение для подготовки языческого мира к христианству. Спустя 70 лет в силу указа великодушного Кира Персидского, сломившего могущество Вавилона, иудеи получили возможность возвратиться на свою землю и построить новый Храм в Иерусалиме.

### Эпоха Второго Храма (~ 610 лет)
В этот период еврейская культура продолжала развиваться на базе древней традиции, и испытывала сильное влияние эллинистического мира. Был сформирован Библейский канон. Возникла значительная еврейская диаспора, связанной с Иерусалимом и еврейским населением в Земле Израиля.

#### Иудея под персидским владычеством (~ 205 лет)
С падением Нововавилонского царства (539 до н. э.) и возникновением Державы Ахеменидов, включившей в свои пределы все важнейшие центры древнего мира в Месопотамии, Малой Азии и Египте, часть евреев возвратилась в Иудею, где ими был восстановлен Храм и возрождён религиозный центр в Иерусалиме, вокруг которого возобновилась государственная и этническая консолидация евреев. Персидские цари официально признали право евреев жить по законам праотцов, запечатлённым в Торе.
С этого времени начинает складываться доминирующая модель этнического развития евреев, включающая символический и культурный центр в Израиле и обширную диаспору. Возникнув первоначально в Месопотамии и Египте, с конца 1 тыс. до н. э. диаспора охватывает Северную Африку, Малую Азию, Сирию, Иран, Кавказ, Крым, Западное Средиземноморье.

## Влияние на изучение истории
По Библии, еврейский народ был народом «избранным». В христианстве в большей или меньшей степени была принята точка зрения на евреев, как на народ, хранивший великие религиозные истины, долженствующие найти себе полнейшее развитие и проявление в христианстве; таким образом евреи воспринимались, как народ, вокруг истории которого, словами Энциклопедического словаря Брокгауза и Ефрона, «вращалась вся ось всемирно-исторического развития», и без которого история человечества потеряла бы всякий смысл и не достигла бы своей цели.
Эта точка зрения, начиная с Августина, стала господствующей в библейской исторической литературе. Она основывалась на общем христианском миросозерцании, и давала возможность лучше увязывать библейскую историю с предполагаемыми законами всемирно-исторического развития.
С этой точки зрения библейская история как наука должна была проследить историческую судьбу древнееврейского народа не только как индивидуальной исторической единицы, но как существенного фактора всемирно-исторического развития до того момента, когда этот народ окончил своё политическое существование.
С развитием секуляризации этот подход уступает взгляду на историю древнееврейского народа, как на естественно-исторический процесс, развивавшийся по общим историческим законам. В XIX веке такого взгляда придерживались, например, автор многотомной «Историi евреев с древних веков до настоящего времени» Грец и историк религии рационалист Ренан.

## Библейская хронология
В Библии отсутствует единая и целостная хронология истории еврейского народа.
Помимо этого, многие современные исследователи считают такие ранние события еврейской истории, как Исход евреев из Египта, завоевание Ханаана — легендарными. Оспаривается и историчность первых царей Израиля и объединенного Израильского царства.
Для Исхода евреев из Египта, как начальной точки библейской археологии, было предложено много разных вариантов датировки этого события, включавших огромный временной диапазон — от XVIII до XIII века до н. э. Но уже около полувека исследователи, которые считают Исход историческим событием, называют два наиболее вероятных варианта датировки — это так называемые «ранняя» и «поздняя» датировки. Первая дает дату около 1450 года до н. э., а вторая (которая исходит из отрицания достоверности библейского текста или его своеобразного истолкования) приводит к дате примерно 1250 г. до н. э. или несколько ранее.

## Историчность библейского повествования
Основатель «библейской археологии» Уильям Олбрайт, пытаясь привязать библейские рассказы о праотцах еврейского народа к археологическим данным, предложил датировать их средним бронзовым веком (начало II тыс. до н. э.), когда в Ханаане процветали города. Исход Авраама из месопотамского Ура и его начальное продвижение на север Олбрайт связал с документами из Кюль-тепе в Анатолии, где говорилось о торговле с Месопотамией, и с дальнейшим вторжением кочевников амореев в Ханаан.
Позднее Роланд де Во предложил датировать исход Авраама из Ура серединой II тыс. до н. э., периодом упадка городской культуры. Он основывался на найденных в Нузи на севере Ирака хурритскими архивах XV—XIV вв. до н. э.. Из материалов архивов следовало, что бездетная пара могла усыновить раба, который становился ее наследником (как Элиэзер в Быт. 15:1-2, а бесплодная жена могла отправить к мужу свою служанку, чтобы рожденный ею ребенок считался собственным ребенком жены (как Сарра поступила с Агарью в 16-й главе книги Бытия).
Брат Иакова-Израиля, Исава-Эдома, назван в Библии прародителем одноименного народа эдомитян; ассирийские источники упоминают государство Эдом с конца VIII в. до н. э.
Первым надежно датированным небиблейским источником, в котором, возможно, упоминается Израиль (евреи), является стела Мернептаха 1207 г. до н. э. Среди прочих народов и городов, которые были покорены египтянами, на ней упомянут ysr3r (в египетской записи не обозначаются гласные), о котором сказано, что «семени его больше нет». Это название отождествляют с Израилем (евреями).
В египетских текстах встречаются жалобы на неких «хабиру» или «апиру», занимавшихся разбоями; некоторые исследователи предполагают, что хабиру имеют отношение к этногенезу еврейского народа. В египетских источниках также говорится о кочевых племенах шасу, которых также иногда отождествляют с евреями.
Исход евреев из Египта не подтверждается источниками или археологическими данными. Произошедшее, согласно Библии, сорок лет спустя завоевание евреями Ханаана и разрушение упомянутых в книге Иисуса Навина городов должны были оставить значительное количество археологических следов. Первоначальная датировка разрушений некоторых ханаанских городов (например, Мегиддо и Хацор) XIII веком до н. э. была интерпретирована Уильямом Олбрайтом и его последователями, как подтверждение библейского рассказа. Археологические находки более двух сотен поселений, возникших в XII—X веках до н. э. в Ханаане и имеющих ряд характерных отличий от следов поселений прежних обитателей Ханаана, также связываются с заселением страны евреями. Однако последующие передатировки разрушенных городов, несоответствие многих существенных деталей (например, взятие Иерихона), и особенности еврейских поселений (возникли в ранее незаселенных местностях), не согласуется с военным вторжением, описанным в книге Иисуса Навина.
Первое упоминание северного Израильского царства во внебиблейских источниках содержится в рассказе ассирийского царя Салманасара III о битве при Каркаре в 853 году до н. э. Примерно к тому же времени (IX—VIII века до н. э.) относится стела Тель-Дана — наиболее ранний внебиблейский текст с несомненным упоминанием дома царя Давида и стела Меша (IX век до н. э.), в которой упоминается царь Амврий и, возможно, царь Давид.